# Боруски

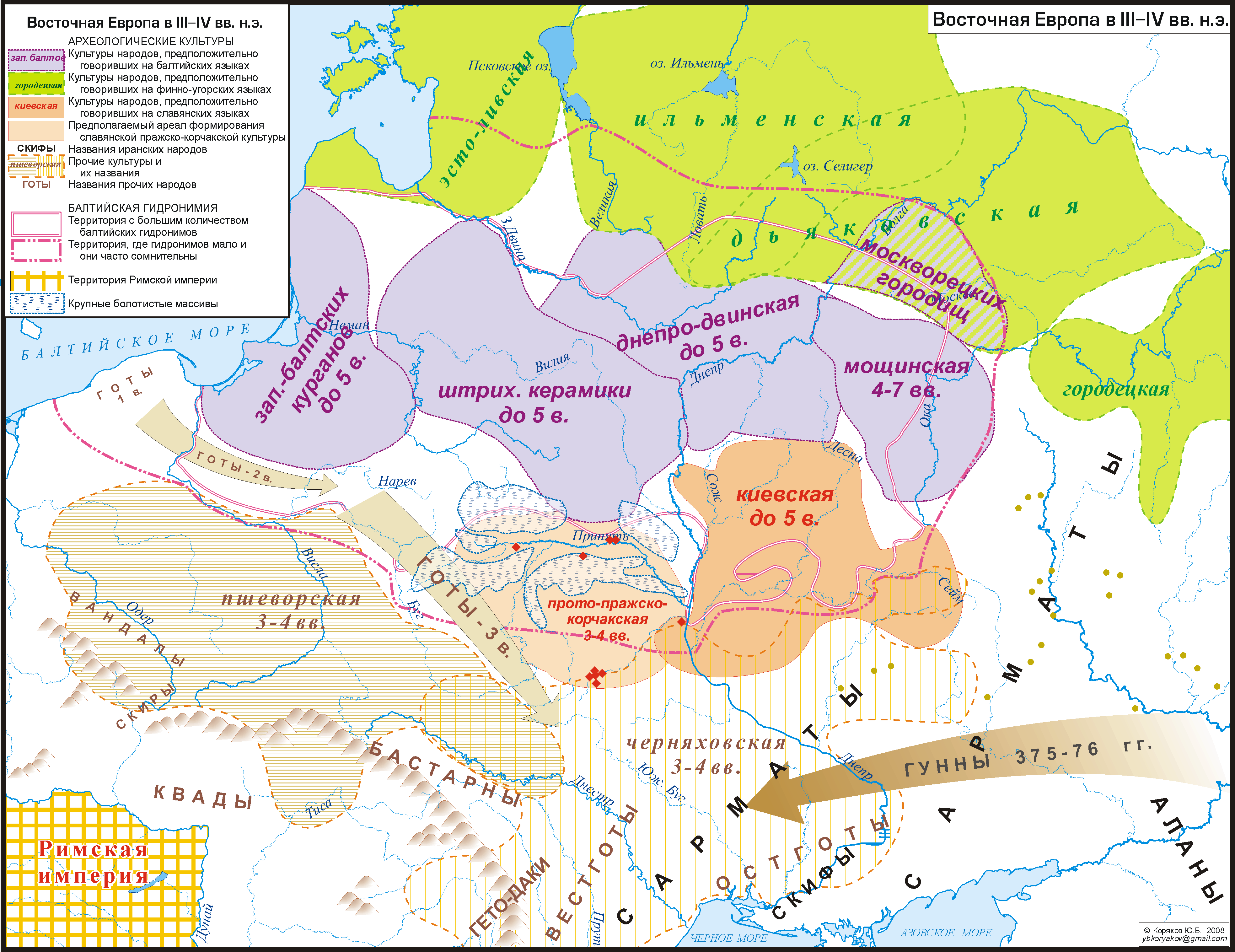
Карта археологических культур Восточной Европы III—IV вв.

Боруски (греч. Βορουσκοί, лат. Borusci) — позднеантичный народ Восточной Европы. Упоминается Клавдием Птолемеем (Руководство по географии. Книга третья. Глава V. Положение европейской Сарматии), а также в восходящих к нему средневековых картах, в контексте:

«22. Затем побережье океана у Венедского залива (Восточная Балтика) занимают вельты, выше их осии, затем самые северные — карбоны, восточнее их — кареоты и салы (ниже этих — гелоны, гиппоподы и меланхлены); ниже их — агафирсы, затем аорсы и пагириты; ниже их — савары и боруски до Рипейских гор».
Академик А. Д. Удальцов локализовал их на среднем Днепре, на территории будущих полян, где в III в. жили бораны или борады. Он указал на «Боричев увоз» под Киевом. Привел последовательность боруски, бораны, борады — будущие поляне.
В литературе XIX века боруски отождествлялись с ранними пруссами. По мнению Ф. В. Шелова-Коведяева, птолемеевы савары и боруски должны быть помещены не западнее Волго-Донского междуречья.